# アダム・シャール

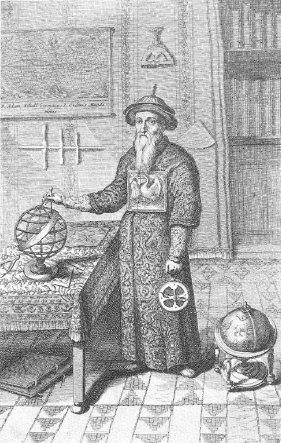
Adam Schall von Bell.

ヨハン・アダム・シャール・フォン・ベル（ドイツ語: Johann Adam Schall von Bell、1591年5月1日 - 1666年8月15日）は、ドイツのイエズス会士。明末清初の中国で宣教活動を行い、また科学者として活躍した。
日本の歴史教科書では「アダム・シャール」と表記され、かつては西洋でも Schaal と書かれることも多かった。しかし、Schallのドイツ語での発音は「シャル」が近い。中国名は「湯若望」（拼音: Tāng Ruòwàng とうじゃくぼう）。

## 経歴
1591年、神聖ローマ帝国のケルンで生まれ、1611年にローマのイエズス会に入会した。1618年、ヨーロッパを訪問して明に帰国するニコラ・トリゴーに率いられ、ヨハン・シュレックやジャコモ・ローらとともにリスボンを出発し、1619年にマカオに到着した。しかし、当時は沈㴶（しんかく）によるキリスト教排撃の最中であり、しばらくマカオから出ることができなかった。
天啓帝が即位してキリスト教排撃が終わった後、徐光啓の招きに応じて1623年に北京に赴いた。月食を予測し見事に的中したことから名声を博した。1627年には西安に行って布教に従事した。
崇禎帝の時代には徐光啓の進言で改暦事業が始まる。当初はシュレックらが改暦の作業を行っていたが、1630年にシュレックは没してしまった。アダム・シャールは後継者として北京の欽天監で改暦に従事した。アダム・シャールは他の宣教師や中国人学者と協力して西洋天文学の百科全書ともいうべき『崇禎暦書』を編纂した。徐光啓と李天経は1631年から1634年までかけて五次にわけて宮廷に提出した。その傍らで望遠鏡や大砲なども製造した。
1644年、明が滅び、清が中国を支配するようになったが、彼は北京にとどまり、そのまま清朝に仕えることを認められた。アダム・シャールは『崇禎暦書』の増補改訂版である『西洋新法暦書』を翌年進呈し、時憲暦として施行された。アダム・シャールは順治帝によって欽天監監正（天文台長官）に任じられた。元代を除けば、中国で正式な官吏となった初の西洋人であった。しかし、これがかえって伝統的な天文学者や元代以来のイスラム天文学者の嫉妬を買った。
1650年、アダム・シャールは北京の教会（南堂）の改築を行った。
1661年に順治帝が崩御した後、オボイによる摂政時代の1665年に、楊光先の告発によってアダム・シャールや、彼を補佐していたフェルディナント・フェルビーストらを含む8人が収監された（康熙暦獄）。一旦は死刑宣告を受けたが、太皇太后のとりなしでかろうじて釈放され、翌年、北京で客死した。欽天監は楊光先らが主導することになり、西洋暦法は停止、教会は閉鎖された。
しかし欽天監は混乱し、康熙帝の介入を招く。その結果、1669年、フェルディナント・フェルビーストが欽天監を掌握することになり、西洋暦法は復活した。この後、オボイらが捕縛され、康熙帝が政治の実権を握る。そして、キリスト教に寛容な政策が典礼論争まで続く。
時憲暦は以降、二度の改訂を経て、清王朝が滅亡して中華民国が成立するまで使用された（中華民国は、建国と同時にグレゴリオ暦を採用）。なお、今でも春節の日は、時憲暦をもとに決定されるなど、シャールの成果は一部で利用が続いている。

## 関連文献
- アドリアン・グレロン　『東西暦法の対立　清朝初期中国史』

矢沢利彦訳注、平河出版社、1986年
- 『イエズス会士書簡集　中国の布教と迫害』　矢沢利彦編訳、平凡社東洋文庫、1980年